# Vitot

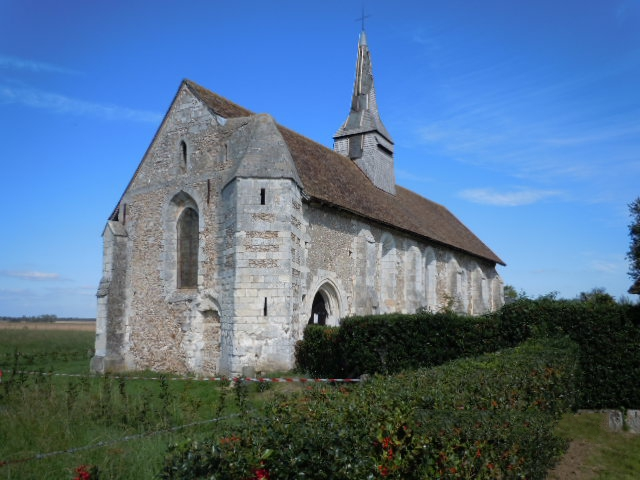
Kerk

Vitot is een gemeente in het Franse departement Eure (regio Normandië) en telt 446 inwoners (1999). De plaats maakt deel uit van het arrondissement Évreux.

## Geografie
De oppervlakte van Vitot bedraagt 4,7 km², de bevolkingsdichtheid is 94,9 inwoners per km².
De onderstaande kaart toont de ligging van Vitot met de belangrijkste infrastructuur en aangrenzende gemeenten.

## Demografie
Onderstaande figuur toont het verloop van het inwonertal (bron: INSEE-tellingen).

1. ↑  Populations de référence 2022.